# Euphorbia laurifolia
Euphorbia laurifolia là một loài thực vật có hoa trong họ Đại kích. Loài này được Juss. ex Lam. mô tả khoa học đầu tiên năm 1788.